# Echinocactus parryi
Echinocactus parryi är en kaktusväxtart som beskrevs av Georg George Engelmann. Echinocactus parryi ingår i släktet Echinocactus och familjen kaktusväxter. Inga underarter finns listade i Catalogue of Life.